# Martin Collins (Autor)
Martin Collins (* 1928 in Cork, Irland) ist ein irischer Autor und Maler.

## Leben
Er wurde als Sohn eines Kleinbauern geboren und besuchte die Cork School of Art. Später arbeitete er in verschiedenen Berufen. Er war in einer Werbeagentur als künstlerischer Leiter tätig und lehrte als Dozent am Rathmines College of Technology in Dublin.
Künstlerisch war er als Maler und Autor tätig. Er verfasste viele Kurzgeschichten, journalistische Reportagen und Hörspiele.